# Hutisko-Solanec
Hutisko-Solanec (deutsch Hütten-Solanetz) ist eine Gemeinde in der Mährischen Walachei in Tschechien. Sie liegt sieben Kilometer südöstlich von Rožnov pod Radhoštěm und gehört zum Okres Vsetín.

## Geographie
Hutisko-Solanec befindet sich im Norden der Vsetínské vrchy über dem Tal der Rožnovská Bečva im Naturpark CHKO Beskydy. Die Gemeinde erstreckt sich beiderseits des Baches Solánecký potok. Nördlich erhebt sich die Poskla (576 m), im Nordosten die Pobabnica (554 m), südöstlich der Kání (675 m) und Kyvňačky (815 m), im Süden der Soláň (860 m) und Žebračka (818 m), südwestlich die Herálky (891 m) und Zvonový (743 m), im Westen der Vrch (476 m) sowie nordwestlich der Stráň (536 m).
Nachbarorte sind Poskla, Kašpírky und Adámky im Norden, Prostřední Bečva und Kubičky im Nordosten, Adámky, Skalka, Radimov, Pod Káním und Na Uhlisku im Osten, Zárubní und Za Hutí im Südosten, Pod Soláněm, Popelářský, Popelář, Španí Dolina und Volkovo im Süden, Za Kopcem, Pod Misnu, Zákopčí und Díly im Südwesten, Pod Dílem, Dvořiska und Končiny im Westen sowie Vigantice und Dolní Bečva im Nordwesten.

## Geschichte
Die Ansiedlung Solanec entstand im 16. Jahrhundert. 1583 wurde im Urbar der Stadt Rožnov erstmals ein Vogt in Solanec erwähnt. Im Jahre 1656 gründete Balthasar von Zierotin auf Rožnov nördlich von Solanec eine Glashütte. 1657 erhob er die Ansiedlung Solanec zur Gemeinde. Sein Sohn Bernhard Ferdinand von Zierotin erhob 1666 die Glasmachersiedlung Hutisko ebenfalls zur Gemeinde. Im 19. Jahrhundert waren die Grafen Kinsky Grundherren. Bis zur Mitte des 19. Jahrhunderts blieben beide Ortschaften immer zur Herrschaft Rožnov untertänig.
Nach der Aufhebung der Patrimonialherrschaften bildeten Hutisko und Solanec pod Soláněm ab 1850 selbstständige politische Gemeinden in der Bezirkshauptmannschaft Valašské Meziříčí. Seit 1910 gehörten beide Gemeinden zum Bezirk Vsetín. Am 1. Jänner 1960 wurden Hutisko und Solanec pod Soláněm zur Gemeinde Hutisko-Solanec vereinigt. Hutisko-Solanec ist heute ein Erholungsort. In Solanec pod Soláněm befindet sich ein Schwimmbad.

## Gemeindegliederung
Die Gemeinde Hutisko-Solanec besteht aus den Ortsteilen Hutisko (Hütten) und Solanec pod Soláněm (Solanetz) sowie den Ansiedlungen Pod Káním, Pod Soláněm, Poskla, Soláň, Za Hutí und Za Kopcem sowie zahlreichen Einöden (Paseken).

## Sehenswürdigkeiten
- Barocke Kirche St. Josef in Hutisko, erbaut 1748 anstelle der abgebrannten Holzkirche aus dem Jahre 1732
- Vogtei in Solanec, das hölzerne Bauwerk aus dem Jahre 1783 dient heute als Gaststätte "Na Fojtství"
- Gedenkstein für Charlotta Garrigue-Masaryková in Hutisko
- Glockenturm in Čarták
- Hölzernes Gasthaus Čarták am Fuße des Soláň
- Wegekreuz vor dem Gasthaus Čarták, errichtet 1827 durch Theresia Gräfin Kinsky
- Naturschutzgebiet Poskla am gleichnamigen Hügel